# Elaver implicata
Elaver implicata là một loài nhện trong họ Clubionidae.
Loài này thuộc chi Elaver. Elaver implicata được Willis J. Gertsch miêu tả năm 1941.